# Sagaing United
Der Sagaing United Football Club, ehemals Mahar United FC,  ist ein Fußballverein aus Myanmar. Der Verein ist in Monywa beheimatet und spielt in der höchsten Liga des Landes, der Myanmar National League.

## Geschichte
Der Verein wurde 2015 unter dem Namen Mahar United gegründet. Von 2016 bis 2017 spielte der Verein in der zweithöchsten Liga des Landes, der MNL-2. 2017 wurde man Vizemeister und stieg in die höchste Liga des Landes, die Myanmar National League, auf. Nach dem Aufstieg 2017 wurde der Name des Vereins von Mahar United in Sagaing United geändert.

## Erfolge
MNL-2
- Vizemeister: 2017

## Stadion
Der Verein trägt seine Heimspiele im Monywa Stadium in Monywa aus. Die Spielstätte hat ein Fassungsvermögen von 4000 Zuschauern.

## Beste Torschützen seit 2017
| Saison | Name                      | Tore             |
| ------ | ------------------------- | ---------------- |
| 2017   | Chukwueweka Maduabuchukwu | 21               |
| 2018   | Barnabas Friday Akanmidu  | 7                |
| 2019   | Donald Bissa              | 14               |
| 2020   | N.N.                      |                  |
| 2021   | Keine Austragung          | Keine Austragung |
| 2022   |                           |                  |

## Saisonplatzierung
| Saison  | Liga                    | Liga             | Liga             | Liga             | Liga             | Liga             | Liga             | Liga             | Liga             |
| Saison  | Liga                    | Spiele           | S                | U                | N                | Tore             | Punkte           | Position         |                  |
| ------- | ----------------------- | ---------------- | ---------------- | ---------------- | ---------------- | ---------------- | ---------------- | ---------------- | ---------------- |
| 2016    | MNL-2                   | 22               | 14               | 6                | 2                | 48:17            | 48               | 4.               |                  |
| 2017    | MNL-2                   | 18               | 13               | 3                | 2                | 52:18            | 42               | 2. ▲             |                  |
| 2018    | Myanmar National League | 22               | 5                | 6                | 11               | 27:40            | 21               | 10.              |                  |
| 2019    | Myanmar National League | 22               | 7                | 6                | 9                | 36:42            | 27               | 7.               |                  |
| 2020    | Myanmar National League | 18               | 5                | 2                | 11               | 28:38            | 17               | 7.               |                  |
| 2021    | Myanmar National League | Keine Austragung | Keine Austragung | Keine Austragung | Keine Austragung | Keine Austragung | Keine Austragung | Keine Austragung | Keine Austragung |
| 2022    | Myanmar National League | 18               | 3                | 2                | 13               | 15:50            | 11               | 8.               |                  |
| 2023    | Myanmar National League | 22               | 8                | 6                | 8                | 28:37            | 30               | 7.               |                  |
| 2024/25 | Myanmar National League | 22               | 10               | 3                | 9                | 44:40            | 33               | 5.               |                  |

## Trainer seit 2015
| Name          | Zeit bei Sagaing United | Zeit bei Sagaing United |
| Name          | von                     | bis                     |
| ------------- | ----------------------- | ----------------------- |
| U Zaw Lin Tun | 1. Juli 2015            | 31. Dezember 2019       |
| U Min Kyi     | 1. Januar 2020          | 1. Mai 2020             |
| Zaw Linn Tun  | 1. Juli 2020            | heute                   |